# Onychorhynchus coronatus
Đớp ruồi hoàng gia Amazonia (Onychorhynchus coronatus) là một loài chim trong họ Tyrannidae.
Đớp ruồi hoàng gia Amazonia (Onychorhynchus coronatus) là một loài chim trong họ Tyrannidae. Loài này được tìm thấy trong rừng và rừng trên hầu hết lưu vực Amazon ở phía bắc Bolivia, phía đông Peru, phía đông Ecuador, phía đông Colombia, Venezuela, Guianas và phía bắc và phía tây Brazil.
Những con ruồi hoàng gia của Amazon có chiều dài 15–17,5 cm (5,9–6,9 in) và thích phóng ra khỏi cành để bắt côn trùng bay hoặc bắt chúng từ lá. Chúng xây tổ rất lớn (đôi khi dài tới 2 m (6 ft 7 in) dài) trên cành gần nước. Tổ bị treo trên mặt nước khiến cho kẻ săn mồi gặp khó khăn.
Có hai phân loài: